# Phyllagathis oligotricha
Phyllagathis oligotricha là một loài thực vật có hoa trong họ Mua. Loài này được Merr. miêu tả khoa học đầu tiên năm 1930.